# دورنير دو 15
دورنير دو 15 طائرة قاذفة ألمانيًة في ثلاثينيات القرن العشرين، وهو الثاني في تصميم القاذفة من قبل دورنير للطائرات.

## تطوير
بدأ التصميم على الطائرة في عام 1930 من النموذج الأولي للقاذفة دورنير دو بيه. طارت أول طائرة في مارس 1930. كانت طائرة أحادية الجناح بمعدات هبوط ثابتة على العجلات الخلفية، على غرار دو بيه، ومع ذلك كان لهذا النموذج ثلاثة محركات بدلاً من أربعة. تم اقتراح إصدار النقل المدني باسم دونير دو يو، ولكن هذا لم يتم إنتاجه أبدًا.

## المشغلون
Kingdom of Yugoslavia
- القوات الجوية الملكية اليوغوسلافية

## المواصفات (محركات دو واي - 9 كيه)
- Crew: 4
- Length: 18.2 m (59 ft 9 in)
- Wingspan: 26.82 m (88 ft 0 in)
- Height: 6.3 m (20 ft 8 in)
- Wing area: 108.8 m2 (1,171 sq ft)
- Empty weight: 5,700 kg (12,566 lb)
- Gross weight: 8,500 kg (18,739 lb)
- Fuel capacity: 2,090 l (550 US gal; 460 imp gal) fuel in two wing tanks; 210 l (55 US gal; 46 imp gal) oil in three tanks
- Powerplant: 3 × جنوم رونيه 9 كيه 9-cylinder air-cooled radial pistonengines, 450 kW (600 hp) each at 4,050 m (13,290 ft)
- Propellers: 3-bladed metal propellers

Performance
- Maximum speed: 300 km/h (190 mph, 160 kn) at 4,000 m (13,000 ft)
- Cruise speed: 250 km/h (160 mph, 130 kn) at 4,000 m (13,000 ft)

- Landing speed: 105 km/h (65 mph; 57 kn)
- Range: 1,500 km (930 mi, 810 nmi)
- Service ceiling: 8,300 m (27,200 ft) service ceiling

- Absolute ceiling: 8,800 m (28,900 ft)
- Rate of climb: 2.7 m/s (530 ft/min)
- Time to altitude: 4,000 m (13,000 ft) in 12 minutes 30 seconds
- Wing loading: 78 kg/m2 (16 lb/sq ft)
- نسبة القوة إلى الوزن: 0.15838 kW/kg (0.09634 hp/lb)

Armament
- Guns: 5x machine guns in nose, dorsal and ventral positions
- Bombs: 12 × 100 kg (220 lb) bombs carried internally in the fuselage